# Михалёво (Пушкинский район)
Михалёво — деревня в Пушкинском городском округе Московской области России, входит в состав сельского поселения Ельдигинское. Население — 27 чел. (2010).

## География
Расположена на севере Московской области, в западной части Пушкинского городского округа, у границы с Мытищинским районом, примерно в 12 км к северо-западу от центра города Пушкино и 21 км от Московской кольцевой автодороги, на правом берегу реки Какотки, впадающей в Пестовское водохранилище системы канала имени Москвы.
В 11 км к востоку — линия Ярославского направления Московской железной дороги, в 13 км к востоку — М8 Ярославское шоссе, в 11 км к западу — А104 Дмитровское шоссе, в 8 км к северу — А107 Московское малое кольцо. В деревне одна улица — Утешкинских прудов. Ближайшие населённые пункты — деревня Долгиниха, село Тишково и посёлок санатория «Тишково», ближайшая железнодорожная станция — платформа Правда.

## Население
| 1646 | 1678 | 1852 | 1859 | 1899 | 1926 | 2002 |
| ---- | ---- | ---- | ---- | ---- | ---- | ---- |
| 62   | ↗69  | ↗344 | ↘226 | ↗288 | ↗305 | ↘22  |
| 2006 | 2010 |      |      |      |      |      |
| ↗24  | ↗27  |      |      |      |      |      |

## История
Михалёво, прежде называвшееся селом Михайловским, упоминается в договорной грамоте 1342 года великого князя Симеона Ивановича Гордого — старшего сына князя Ивана Калиты. Симеон Гордый заложил это село своим братьям Ивану и Андрею. Иван Иванович, в свою очередь, передал его своему сыну Ивану в 1356 году. В 1389 году брат Ивана Дмитрий Донской передает Михайловское своему сыну Георгию. Последний в 1434 году назначил село своему сыну Дмитрию Красному. Наконец, в 1462 году Василий Темный передаёт село с окрестными деревнями своей супруге Марии.
В XVI веке находилось в Боховом стане Московского уезда, в поместье князя Ивана Ивановича Мезецкого, и в 1585 году значилось «в числе порозжих земель, на оброке за островщиком за Богданом Пашковым князь Ивановское поместье Иванова сына Мезецкаго пустошь, что было село Михайловское».
В писцовых книгах 1623—1624 гг. село записано «за Иваном Воейковым да за головою стрелецких за Андреем Жуковым да за дьяком Иваном Васильевым в поместьи деревня, что была село Михайловское, на речке Кокотке…»
В 1644 году одним из владельцев деревни, Афанасием Толочановым, было получено разрешение на строительство церкви, которая позже была освящена во имя святого Николая Чудотворца.
В 1678 году село значится «за Васильем Ивановым Кожиным да за вдовою княгинею Зиновиею Васильевскойю женою Хилкова, Александром Яковлевым, Дмитреем Романовым и Алексеем Васильевым Жуковым…»
В 1704 году владельцами села являлись Иван Кожин, Александр Жуков и Михаил Сабакин, в селе была два помещичьих двора и 31 двор крестьянский.
В 1774—1783 гг. Михалёво принадлежало Петру Александровичу Сабакину и Семёна Ильича Арцыбашева — Марье Никитичне (Жуковой).
В середине XIX века село относилось ко 2-му стану Московского уезда Московской губернии и принадлежало В. И. Топоровой, С. Н. Кожину, А. Д. Черткову и М. Л. Нагель, в селе было 35 дворов, крестьян 175 душ мужского пола и 169 душ женского.
В «Списке населённых мест» 1862 года — владельческая деревня 2-го стана Московского уезда по левую сторону Ольшанского тракта (между Ярославским шоссе и Дмитровским трактом), в 30 верстах от губернского города и 12 верстах от становой квартиры, при реке Какотке, с 41 двором и 226 жителями (108 мужчин, 118 женщин).
По данным на 1899 год — деревня Марфинской волости Московского уезда с 288 жителями.
В 1913 году — 57 дворов, имение Ивановой.
По материалам Всесоюзной переписи населения 1926 года — центр Михалёвского сельсовета Пушкинской волости Московского уезда в 4 км от Чапчиковского шоссе и 13 км от станции Пушкино Северной железной дороги, проживало 305 жителей (145 мужчин, 160 женщин), насчитывалось 68 крестьянских хозяйств.
С 1929 года — населённый пункт в составе Пушкинского района Московского округа Московской области. Постановлением ЦИК и СНК от 23 июля 1930 года округа как административно-территориальные единицы были ликвидированы.
Административная принадлежность
1929—1930, 1939—1954, 1965—1994 гг. — деревня Тишковского сельсовета Пушкинского района.
1930—1939 гг. — центр Михалёвского сельсовета Пушкинского района.
1954—1957 гг. — деревня Алёшинского сельсовета Пушкинского района.
1957—1959 гг. — деревня Алёшинского сельсовета Мытищинского района.
1959—1961 гг. — деревня Степаньковского сельсовета Мытищинского района.
1961—1963 гг. — деревня Тишковского сельсовета Мытищинского района.
1963—1965 гг. — деревня Тишковского сельсовета Мытищинского укрупнённого сельского района.
1994—2006 гг. — деревня Тишковского сельского округа Пушкинского района.
С 2006 года — деревня сельского поселения Ельдигинское Пушкинского муниципального района Московской области.